# منصف مراد
منصف مراد (ولد في 6 أغسطس 1950 بمدينة أكودة)، هو ممثل تونسي، لعب دور النمرود في سلسلة ضيعة محروس للأطفال، كما لعب عدة أدوار في مسرحيات تونسية متنوعة. انضم في عام 1969 إلى فرقة النهوض المسرحي بتونس.

## أعماله
من أعماله:
- سلسلة ضيعة محروس (تلفزة)
- ورثوني وعيني حية (مسرح وتلفزة)
- عم خليفة عروس جديد (مسرح وتلفزة)
- أشكون قتلو (مسرح)
- ضحية اخيها (مسرح وتلفزة)
- أهازيج البادية «سلسلة» (اذاعة)
- حكايات العروي «سلسلة» (اذاعة)
- نوادر العرب «سلسلة» (اذاعة)
- حديث الخالدين «سلسلة» (اذاعة)
- الحل بين يديك «سلسلة» (تلفزة)
- سجين عسقلان (اذاعة)

## روابط خارجية
- منصف مراد على موقع قاعدة بيانات الأفلام العربية